# George Sabra
George Sabra (em árabe: جورج صبرة)  (11 de julho de 1947) é membro do Partido Popular Democrático Sírio. Ele foi eleito presidente do Conselho Nacional Sírio, o principal grupo de oposição na Síria, em 9 de novembro de 2012 e, mais tarde, foi presidente interino da Coalizão Nacional das Forças Revolucionárias e de Oposição da Síria de 22 de abril a 6 de julho de 2013. Ele renunciou à Coalizão Nacional em 25 de abril de 2018. Sabra é cristão .

## Infância e educação
Sabra nasceu em uma família cristã na cidade de Qatana, na província de Rif Dimashq, em 11 de julho de 1947. Ele se formou em geografia pela Universidade de Damasco em 1971 e em sistemas de tecnologia educacional pela Universidade de Indiana em 1978. Desde então, tornou-se professor de geografia, bem como roteirista. É um dos roteiristas da versão árabe, Iftah Ya Simsim, do espetáculo infantil Vila Sésamo.

## Carreira
Sabra tem sido politicamente ativo desde o movimento de oposição síria na década de 1970. Ele se juntou ao Partido Comunista Sírio em 1970 e foi eleito para seu Comitê Central em 1985. Ele foi preso por oito anos em 1987 durante uma das muitas repressões do governo ao partido. Poucos anos depois de sua libertação, em 2000, ele foi designado para representar seu partido no Rally Nacional Democrático, uma coalizão de partidos de esquerda que se formou originalmente em 1979, e ele foi posteriormente eleito para o Comitê Central. Após a morte do presidente Hafez al-Assad, seu filho, Bashar al-Assad, permitiu uma breve tolerância da oposição que ficou conhecida como a Primavera de Damasco. Sabra foi uma das 250 pessoas que assinaram a Declaração de Damasco em 2005, que pedia uma reforma pacífica na Síria.
Sabra foi preso em 10 de abril de 2011. Ele foi preso novamente em 20 de julho de 2011 e liberado dois meses depois. Ele deixou a Síria em janeiro de 2012 para se juntar ao Conselho Nacional Sírio com sede em Paris. Quase imediatamente, desafiou sem sucesso Burhan Ghalioun pela liderança do SNC. Ele se candidatou novamente em abril, quando recebeu 11 dos 40 votos contra os 21 votos de Ghalioun.
Em 22 de abril de 2013, o presidente da Coalizão Nacional das Forças Revolucionárias e de Oposição da Síria, Moaz al-Khatib, renunciou em protesto pela falta de ajuda internacional à oposição síria por parte do Grupo Amigos da Síria. George Sabra foi então apontado como sucessor de Khatib.
Em 25 de abril de 2018, George Sabra, juntamente com o ex-vice-presidente do SNC Suheir Atassi e o presidente Khaled Khoja, renunciou à Coalizão Nacional Síria. Sabra disse que o SNC "não é mais dedicado aos princípios da revolução e aos objetivos do povo [sírio]".